# 塔塔集团
塔塔集团是印度最大的集团公司，2022-2023年度收入达到1500亿美元，相当于印度国内生产总值的4.43%，现在市场资本总额为689亿美元（只列入塔塔集团96个公司中公布的28个）。塔塔集团在六大洲150多个国家经营业务，其产品出口到100个国家。集团得名于其创始人贾姆希德吉·塔塔，其家族成员几乎一直担任集团董事长。集团過渡期間的董事长是拉坦·塔塔。
塔塔集团包括7个部门的96个公司。塔塔集团65.8%的所有权由塔塔慈善信托基金持有。在2023年9月1日統計塔塔集團的29家公開上市公司總市值達到3,000億美元。

## 历史
贾姆谢特吉·塔塔以马哈拉施特拉邦的纺织厂起家。
1903年，贾姆谢特吉·塔塔在孟买建造了泰姬陵饭店，这是印度第一家大型饭店，据说是因为当时欧洲人的饭店不接待本地人而开设的。现在泰姬陵酒店这个品牌仍由塔塔集团下属的印度饭店公司运营。
1932年，塔塔集團前身-塔塔子孫公司成立塔塔航空，後來於1946年更名為印度航空，兩年後被國有化，直至2021年再次向印度政府購回印度航空的所有股權，並於2022年正式生效。
塔塔鋼鐵集團是在英屬印度時所成立的，是世界前三大鋼鐵集團之一。